# Líjar
Líjar è un comune spagnolo situato nella comunità autonoma dell'Andalusia. Nel 1883, a causa della brutta accoglienza ricevuta da Alfonso XII di Spagna a Parigi, la città dichiarò guerra alla Francia, senza che la cosa sia mai sfociata in un conflitto armato. La pace fu siglata solo nel 1983.